# Distretto di La-un
Il distretto di La-un (in thailandese: ละอุ่น) è un distretto (amphoe) della Thailandia, situato nella provincia di Ranong.